# الکسی لوتسنکو
الکسی لوتسنکو (روسی: Алексей Александрович Луценко؛ زادهٔ ۷ سپتامبر ۱۹۹۲) دوچرخه‌سوار اهل قزاقستان است.
از باشگاه‌هایی که در آن بازی کرده‌است می‌توان به تیم آستانه اشاره کرد.
وی در مسابقات کشوری و بین‌المللی در مجموع برندهٔ ۱ مدال طلا شده‌است.